# یوگلاو
یوگلاو (به بلغاری: Yoglav) یک منطقهٔ مسکونی در بلغارستان است که در شهرستان لووچ واقع شده‌است.